# Pęciszewko
Pęciszewko [pɛnt͡ɕiˈʂɛfkɔ] là một ngôi làng thuộc khu hành chính của Gmina Darłowo, thuộc hạt Sławno, West Pomeranian Voivodeship, ở phía tây bắc Ba Lan. Nó nằm khoảng 6 kilômét (4 mi) phía nam Darłowo, 19 km (12 mi) phía tây Sławno và 160 km (99 mi) về phía đông bắc của thủ đô khu vực Szczecin.
Trước năm 1945, khu vực này là một phần của Đức. Đối với lịch sử của khu vực, xem Lịch sử của Pomerania.
Ngôi làng có dân số là 116 người.